# ビクター・サンティリャン
ビクター・サンティリャン（Victor Santillan、1995年7月22日 - ）は、ドミニカ共和国のプロボクサー。ラ・ロマーナ出身。

## 来歴

### プロキャリア
2018年4月7日、ポンセのコンプレホ・フェリアルにて、ルイス・リオスとスーパーバンタム級4回戦を行い、初回2分37秒TKO勝ちを収め、プロデビュー戦を白星で飾った。
2018年6月9日、キーウェストのイースト・マルテロ・タワーにて、アレックス・ディアスとスーパーバンタム級4回戦を行い、4回判定3-0（40-36 × 2、39-37）の判定勝ちを収めた。
2018年8月10日、トルヒージョ・アルトのカンチャ・ルーベン・ザヤス・モンタネスにて、エリオット・デ・ヘススとスーパーバンタム級4回戦を行い、4回判定3-0（40-36 × 3）の判定勝ちを収めた。
2018年11月16日、トルヒージョ・アルトのカンチャ・ルーベン・ザヤス・モンタネスにて、クリスチャン・ベレスとスーパーバンタム級4回戦を行い、4回判定2-0（39-37 × 2、38-38）の判定勝ちを収めた。
2018年12月15日、サントドミンゴのコリセオ・カルロス・テオ・クルスにて、アニーロ・ムニョスとバンタム級6回戦を行い、2回終了時の相手側の棄権によるTKO勝ちを収めた。
2019年3月16日、サントドミンゴのコリセオ・カルロス・テオ・クルスにて、ケルビン・フィガロとスーパーバンタム級6回戦を行い、5回1分36秒KO勝ちを収めた。
2019年9月27日、トルヒージョ・アルトのカンチャ・ルーベン・ザヤス・モンタネスにて、ジェイソン・ベラとスーパーバンタム級6回戦を行い、6回判定3-0（60-54 × 3）の判定勝ちを収めた。
2019年12月15日、ハラバコアのラグジュアリー・グラン・ステージにて、ルイス・ドミンゴ・エルナンデス・カムベロとスーパーバンタム級8回戦を行い、8回判定3-0（78-72 × 2、80-70）の判定勝ちを収めた。
2020年12月17日、サントドミンゴのカタロニア・マレコン・センター・ホテルにて、ケルビン・フィガロとスーパーバンタム級6回戦を行い、6回判定3-0（59-55 × 2、60-54）の判定勝ちを収めた。
2021年5月15日、サントドミンゴのジムナシオ・エスタンシオにて、ホセ・アルマンド・バルデス・ベルナルとWBAカリブ海バンタム級王座決定戦を行い、10回判定3-0（96-93 × 2、98-92）の判定勝ちを収めた。
2021年12月8日、サントドミンゴのカンチャ・ベヌス・イサベリタにて、マヌエル・ゴンサレス・ガルシアとフェザー級8回戦を行い、6回41秒TKO勝ちを収めた。
2022年6月11日、ニューヨークのマディソン・スクエア・ガーデンにて、カルロス・カラバロとスーパーバンタム級8回戦を行い、8回判定3-0（78-74 × 2、77-75）の判定勝ちを収めた。
2022年12月16日、サントドミンゴのパベロン・デ・エスグリマにて、レンソン・ロブレスとフェザー級8回戦を行い、6回5秒TKO勝ちを収めた。
2023年6月11日、大阪市の住吉区民センターにて、石田匠（井岡）とWBA世界バンタム級挑戦者決定戦を行い、12回判定1-2（112-116 × 2、118-110）の判定負けでプロ初黒星を喫した。
2024年6月28日、サントドミンゴのパベロン・デ・エスグリマにて、アルフリー・ラミレスとスーパーバンタム級10回戦を行い、10回判定3-0（99-91 × 2、100-90）の判定勝ちを収めた。
2025年6月8日、東京都の有明コロシアムにて、那須川天心（帝拳）とバンタム級10回戦を行う予定。

## 人物
石田戦の来日時に日本文化に興味を持ち、首筋と右腕に日本語をモチーフにしたタトゥーがある。首筋には「難来る無いさ（なんくるないさ）」と日本語で、そして右腕には「生きがい」とローマ字で刻まれている。

## 戦績
- アマチュアボクシング：225戦 200勝 25敗
- プロボクシング：15戦 14勝 (5KO) 1敗

| 戦           | 日付           | 勝敗 | 時間    | 内容     | 対戦相手                                 | 国籍           | 備考                            |
| ------------ | -------------- | ---- | ------- | -------- | ---------------------------------------- | -------------- | ------------------------------- |
| 1            | 2018年4月7日   | ☆    | 1R 2:37 | TKO      | ルイス・リオス                           | プエルトリコ   | プロデビュー戦                  |
| 2            | 2018年6月9日   | ☆    | 4R      | 判定 3-0 | アレックス・ディアス                     | アメリカ合衆国 |                                 |
| 3            | 2018年8月10日  | ☆    | 4R      | 判定 3-0 | エリオット・デ・ヘスス                   | プエルトリコ   |                                 |
| 4            | 2018年11月16日 | ☆    | 4R      | 判定 2-0 | クリスチャン・ベレス                     | プエルトリコ   |                                 |
| 5            | 2018年12月15日 | ☆    | 2R 終了 | TKO      | アニーロ・ムニョス                       | ドミニカ共和国 |                                 |
| 6            | 2019年3月16日  | ☆    | 5R 1:36 | KO       | ケルビン・フィガロ                       | ドミニカ共和国 |                                 |
| 7            | 2019年9月27日  | ☆    | 6R      | 判定 3-0 | ジェイソン・ベラ                         | プエルトリコ   |                                 |
| 8            | 2019年12月15日 | ☆    | 8R      | 判定 3-0 | ルイス・ドミンゴ・エルナンデス・カムベロ | ドミニカ共和国 |                                 |
| 9            | 2020年12月17日 | ☆    | 6R      | 判定 3-0 | ケルビン・フィガロ                       | ドミニカ共和国 |                                 |
| 10           | 2021年5月15日  | ☆    | 10R     | 判定 3-0 | ホセ・アルマンド・バルデス・ベルナル     | メキシコ       | WBAカリブ海バンタム級王座決定戦 |
| 11           | 2021年12月8日  | ☆    | 6R 0:41 | TKO      | マヌエル・ゴンサレス・ガルシア           | ドミニカ共和国 |                                 |
| 12           | 2022年6月11日  | ☆    | 8R      | 判定 3-0 | カルロス・カラバロ                       | プエルトリコ   |                                 |
| 13           | 2022年12月16日 | ☆    | 6R 0:05 | TKO      | レンソン・ロブレス                       | ベネズエラ     |                                 |
| 14           | 2023年6月11日  | ★    | 12R     | 判定 1-2 | 石田匠（井岡）                           | 日本           | WBA世界バンタム級挑戦者決定戦   |
| 15           | 2024年6月28日  | ☆    | 10R     | 判定 3-0 | アルフリー・ラミレス                     | ドミニカ共和国 |                                 |
| 16           | 2025年6月8日   | ★    | 10R     | 判定 0-3 | 那須川天心（帝拳）                       | 日本           |                                 |
| テンプレート |                |      |         |          |                                          |                |                                 |

## 獲得タイトル
プロ
- WBAカリブ海バンタム級王座